# Danh sách sông ở Đài Loan

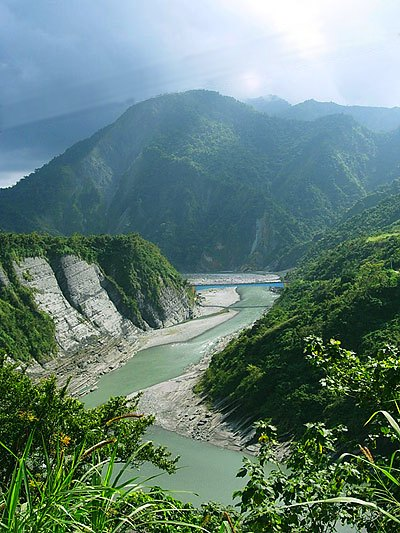
sông Tú Cô Loan

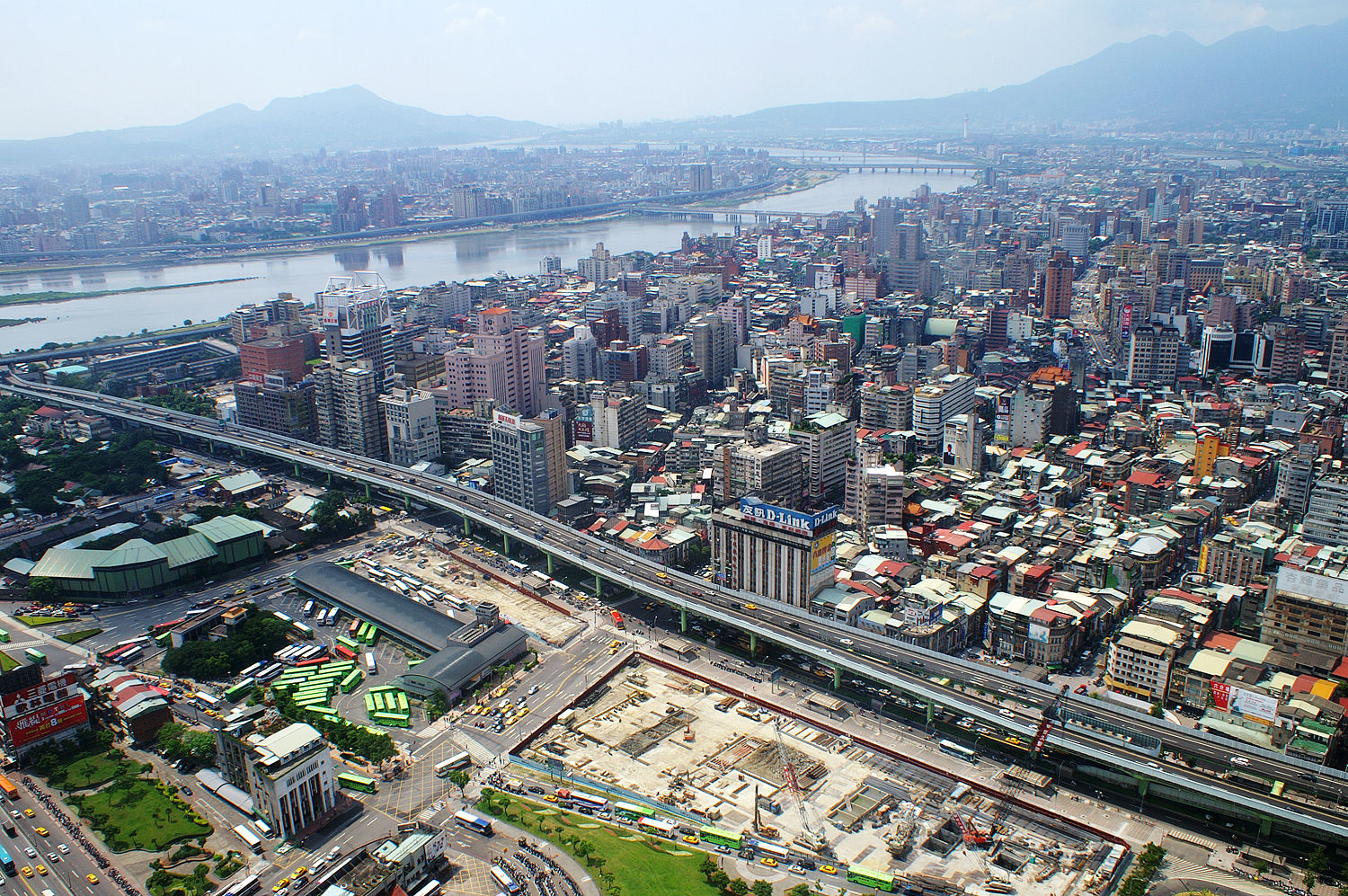
sông Đạm Thủy đoạn chảy qua Đài Bắc

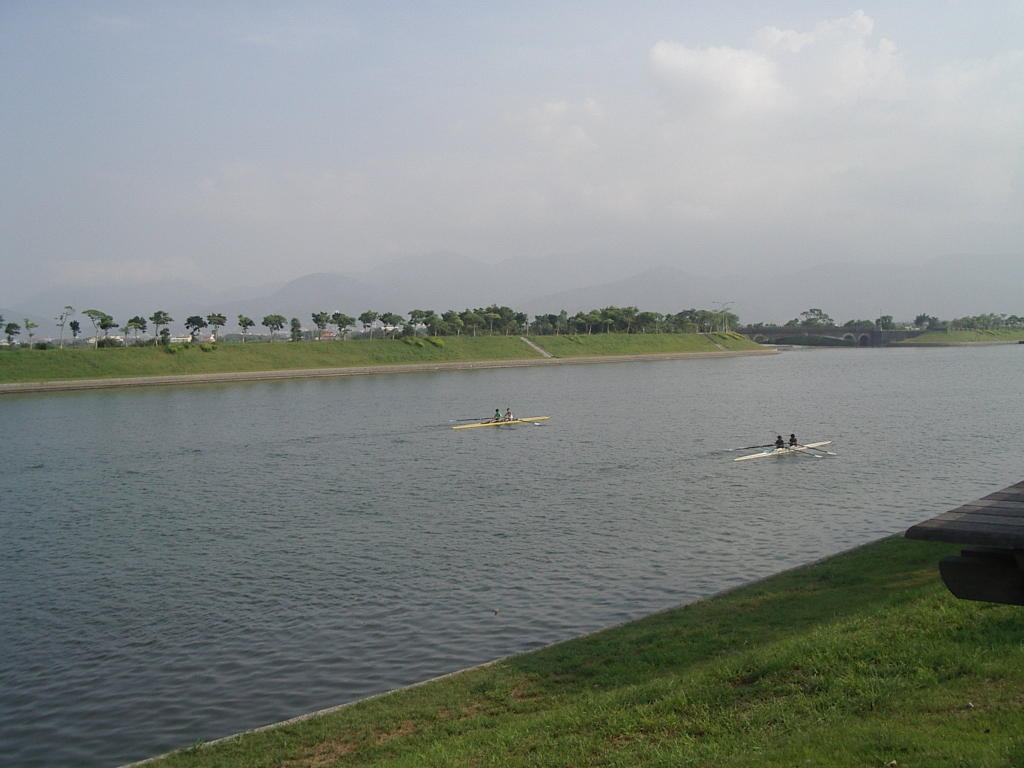
sông Đông Sơn

Đài Loan có dãy núi Trung ương chạy dọc theo chiều bắc-nam ở phía đông của hòn đảo. Do vậy, các dòng sông trên đảo thường có hai hướng chính là chảy về phía đông ra Thái Bình Dương hoặc chảy về phía tây ra eo biển Đài Loan. Do ảnh hưởng của lượng mưa phân bố không đều, lưu lượng nước của các dòng sông cũng thay đổi theo từng thời kỳ trong năm. Các sông ở Đài Loan nói chung thường ngắn và dốc, chảy quanh co và mang nhiều phù sa do đồi núi bị xoái mòn mạnh, sông dài nhất là Đạm Thủy với 186,6 km. Dưới đây là danh sách sông tại Đài Loan, các sông ở Đài Loan thường được gọi là khê (溪), và không có định nghĩa rõ ràng về định nghĩa giữa sông và suối. Danh sách được phân theo huyện thị và ghi hương trấn khởi nguồn của sông.

## Nghi Lan
- Hòa Bình (和平溪) hay Đại Trạc Thủy (大濁水溪）：Tú Lâm, Hoa Liên & Nam Áo, Nghi Lan
- Nam Áo (南澳溪)： Tô Áo
  - Nam Áo Nam (南澳南溪)
- Đại Loan (大灣溪)：Tô Áo
- Đông Áo Nam (東澳南溪)：Tô Áo
- Đông Áo (東澳溪) hay Đông Áo Bắc （東澳北溪）：Tô Áo
- Tô Áo (蘇澳溪)：Tô Áo
- Tân Thành (新城溪)：Tô Áo
- Lan Dương (蘭陽溪)：Ngũ Kết, Tráng Vi
  - Nghi Lan (宜蘭河)
  - Đông Sơn (冬山河)
  - Thanh Thủy (清水溪)
  - La Đông (羅東溪)
- Đắc Tử Khẩu (得子口溪) hay Trúc An （竹安鄉）：Đầu Thành
- Ngạnh Phương (梗枋溪)：Đầu Thành
- Thạch Bích (石壁溪)：Đầu Thành
- Đại Khê (大溪川)：Đầu Thành
- Phiên Thự (蕃薯溪)：Đầu Thành
- Thạch Môn (石門溪)：頭城鎮

## Tân Bắc
- Hạnh Nội Khanh (巷內坑溪)：Cống Liêu
- Đồ Tể Khanh (屠宰坑溪)：Cống Liêu
- Khanh Nội (坑內溪)：Cống Liêu
- Song khê (雙溪)：Cống Liêu
- Diêm Liêu (鹽寮溪)：Cống Liêu
- Sông Tiêm Sơn Cước (尖山腳溪) hay Thạch Đĩnh （石碇溪）：Cống Liêu
- Nam Thế Khanh (南勢坑溪)：Cống Liêu
- Bắc Thế Khanh (北勢坑溪)：Cống Liêu
- Bán Bình (半平溪)：Thụy Phương
- Trà Khổn (茶壼溪)：Thụy Phương
- Mã Tộ (瑪鋉溪)：Vạn Lí
- Viên Đàm (員潭溪)：Kim Sơn
- Hoàng Khê (磺溪)：Kim Sơn
- Tiểu Khanh (小坑溪)：Thạch Môn
- Càn Hoa (乾華溪)：Thạch Môn
- Tiêm Tử Lộc (尖子鹿溪)：Thạch Môn
- Thạch Môn (石門溪) hay Thạch Mông Khanh（石門坑溪）：Thạch Môn
- Lão Mai (老梅溪)：Thạch Môn
- Tiểu Khanh Tử (小坑子溪)：Thạch Môn
- Phong Lâm (楓林溪)：Thạch Môn
- Khám Tử Cước (崁子腳溪)：Thạch Môn
- Bát Giáp (八甲溪)：Thạch Môn
- Hạ Viên Khanh (下員坑溪)：Thạch Môn
- Phố Bình (埔坪溪)：Tam Chi
- Bát Liên (八蓮溪/八連溪）：Tam Chi
- Sơn Trư Quật Hạ Khanh (山豬堀下坑溪)：Tam Chi
- Nam Thế Khanh (南勢坑溪)：Tam Chi
- Hải Vĩ (海尾溪)：Tam Chi
- Bắc Thế (北勢溪)：Tam Chi
- Hậu Thác (後厝溪)：Tam Chi
- Đại Đồn 大(屯溪)：Đạm Thủy
- ? Khôi Tử (灰磘子溪)：Đạm Thủy
- Hậu Châu (後洲溪)：Đạm Thủy
- Hưng Nhân (興仁溪)：Đạm Thủy
- Hạ Khuê Nhu Sơn (下圭柔山溪)：Đạm Thủy
- Lâm Tử (林子溪) hay Công Tư Điền （公司田溪）：Đạm Thủy
- Đạm Thủy (淡水河)：Đạm Thủy, Bát Lí
  - Cơ Long (基隆河)
  - Tân Điếm (新店溪)
  - Đại Hán (大漢溪)
- Thủy Tiên (水仙溪)：Bát Lí
- Sông Hậu Khanh (後坑溪)：Lâm Khẩu
- Thụy Thụ Khanh (瑞樹坑溪)：Lâm Khẩu
- Bảo Đấu (寶斗溪)：Lâm Khẩu
- Gia Bảo (嘉寶溪)：Lâm Khẩu
- Lâm Khẩu (林口溪)：Lâm Khẩu
- Xuất Thủy Khanh (出水坑溪)：Lâm Khẩu

## Cơ Long
- Điền Liêu (田寮河)：Tín Nghĩa, Nhân Ái
- Tây Định (西定河)：Nhân Ái

## Đào Viên
- Nam Khám (南崁溪)：Lô Trúc, Đại Viên
- Phố Tâm (埔心溪)：Đại Viên
- Tân Nhai (新街溪)：Đại Viên
- Lão Nhai (老街溪)：Đại Viên
- Phú Lâm (富林溪)：Quan Âm
- Đại Quật (大堀溪)：Quan Âm
- Quan Âm (觀音溪)：Quan Âm
- Tiểu Phạn Lịch (小飯壢溪)：Quan Âm
- Tân Ốc (新屋溪)：Quan Âm, Tân Ốc
- Hậu Hồ (後湖溪)：Tân Ốc
- Sông Xã Tử (社子溪/社仔溪）：Tân Ốc
- Đại Pha (大坡溪)：Tân Ốc
- Dương Liêu (羊寮溪) hay Phú Hưng （福興溪）：Tân Ốc thuộc Đào Viên, Tân Phong thuộc Tân Trúc

## Huyện Tân Trúc
- Dương Liêu (羊寮溪) hay Phúc Hưng （福興溪）：Tân Ốc thuộc Đào Viên, Tân Phong thuộc Tân Trúc
- Tân Phong (新豐溪)：Tân Phong
- Phượng Sơn (鳳山溪)：Trúc Bắc
- Đầu Tiền (頭前溪)：Trúc Bắc, TP Tân Trúc
  - Du La (油羅溪)

## Thành phố Tân Trúc
- Đầu Tiền (頭前溪)：Trúc Bắc, TP Tân Trúc
- Khách Nhã (客雅溪)：Hương Sơn
- Tam Tính (三姓溪)：Hương Sơn
- ? Thanh Cảng (汫水港溪)：Hương Sơn
- Diêm Cảng (鹽港溪)：Hương Sơn

## Miêu Lật
- Lãnh Thủy Khanh (冷水坑溪)：Trúc Nam
- Trung Cảng (中港溪)：Trúc Nam, Hậu Long
  - Nam Cảng (南港溪)
  - Nga Mi (峨眉溪)
- Hậu Long (後龍溪)：Hậu Long
  - Lão Điền Liêu (老田寮溪)
- Tây Hồ (西湖溪) hay Đả Bát Na （打八哪溪）：Hậu Long
- Qua Câu (過溝溪)：Hậu Long, Thông Tiêu
- Nội Đảo (內島溪)：Thông Tiêu
- Thông Tiêu (通霄溪)：Thông Tiêu
- Phiên Tử Liêu (番仔寮溪)：Thông Tiêu
- Uyển Lý (苑裡溪) hay Đại Phố （大埔溪）：Thông Tiêu, Uyển Lí
- Phòng Lý (房裡溪)：Uyển Lí

## Đài Trung
- Tứ Hảo Kiều (四好橋構)：Đại Giáp
- Đại An (大安溪)：Đại Giáp, Đại An
- Ôn Liêu (溫寮溪)：Đại An
- Quy Mại (龜売溪)：Đại An
- Nam Trang (南庄溪)：Đại An
- Nam Phố (南埔溪)：Đại An
- Đại Giáp (大甲溪)：Đại An, Thanh Thủy
  - Chí Lạc (志樂溪)
  - Nam Hồ (南湖溪)
    - Hiệp Hoan (合歡溪)
- Thanh Thủy Đại Bài Thủy (清水大排水溝) hay Mễ Phấn Liêu （米粉寮溪）：Thanh Thủy
- An Lương Cảng (安良港大排) hay Nam Thế （南勢溪）：Thanh Thủy
- Ô khê (烏溪)：Long Tĩnh thuộc Đài Trung & Thân Cảng thuộc Chương Hóa
  - Miêu La (貓羅溪)
  - Nam Cảng (南港溪)
    - Mi khê (眉溪)

## Chương Hóa
- Ô khê (烏溪)：Long Tĩnh thuộc Đài Trung & Thân Cảng thuộc Chương Hóa
- Phan Nhã (番雅溝)：Tuyến Tây, Lộc Cảng
- Dương Tử (洋子溪) hay Dương Tử Thác （洋仔厝溪）：Lộc Cảng
- Viên Lâm Đại (員林大排) hay Lộc Cảng （鹿港溪）：Lộc Cảng, Phúc Hưng
- Cựu Trạc Thủy (舊濁水溪)：Phúc Hưng
- Hán Bảo (漢寶溪)：Phúc Hưng, Phương Uyển
- Hậu Cảng (後港溪)：Phương Uyển
- Nhị Lâm (二林溪)：Phương Uyển
- Ngưu Liêu (魚寮溪)：Đại Thành
- Trạc Thủy (濁水溪)：Đại Thành thuộc Chương Hóa và Mạch Liêu thuộc Vân Lâm
  - Thanh thủy (清水溪)
    - Gia Tẩu Liêu (加走寮溪)

  - Thủy Lý (水里溪)
  - Trần Hữu Lan (陳有蘭溪)
  - Đan Đại (丹大溪)
    - Quận Đại (郡大溪)

  - Tạp Xã (卡社溪)
  - Vạn Đại (萬大溪)

## Vân Lâm
- Trạc Thủy (濁水溪)：Đại Thành thuộc Chương Hóa và Mạch Liêu thuộc Vân Lâm
- Tân Hổ Vĩ (新虎尾溪)：Mạch Liêu, Đài Tây
- Cựu Hổ Vĩ (舊虎尾溪)：Đài Tây, Tứ Hồ
- Ngưu Thiêu Loan (牛挑灣溪)：Tứ Hồ
- Bắc Cảng (北港溪)：Tứ Hồ thuộc Vân Lâm và Đông Thạch thuộc Gia Nghĩa
  - Đại Hồ Khẩu (大湖口溪)
  - Tam Điệp (三疊溪)

## Gia Nghĩa
- Bắc Cảng (北港溪)：Tứ Hồ thuộc Vân Lâm và Đông Thạch thuộc Gia Nghĩa
- Phác Tử (朴子溪)：Đông Thạch
- Long Cung (龍宮溪)：Bố Đại
- Bát Chưởng (八掌溪)：Bố Đại thuộc Gia Nghĩa và Bắc Môn thuộc Đài Nam
  - Đầu Tiền (頭前溪)

## Đài Nam
- Bát Chưởng (八掌溪)：Bố Đại thuộc Gia Nghĩa và Bắc Môn thuộc Đài Nam
- Cấp Thủy (急水溪)：Bắc Môn
  - Quy Trọng (龜重溪)
  - Bạch Thủy (白水溪)
- Tướng Quân (將軍溪)：Bắc Môn, Tướng Quân
- Thất Cổ (七股溪)：Thất Cổ
- Tăng Văn (曾文溪)：Thất Cổ, An Nam
  - Thái Liêu (菜寮溪)
  - Hậu Quật (后堀溪)
- Lộc Nhĩ Môn (鹿耳門溪)：An Nam
- Diêm Thủy (鹽水溪)：An Nam, An Bình
- Nhị Nhân (二仁溪)：Quận Đông thuộc Đài Nam và Gia Định thuộc Cao Hùng

## Cao Hùng
- Nhị Nhân (二仁溪)：Quận Đông thuộc Đài Nam và Gia Định thuộc Cao Hùng
- A Công Điếm (阿公店溪)：Vĩnh An, Di Đà
- Điển Bảo (典寶溪)：Tử Quan, Nam Tử
- Hậu Kính (後勁溪)：Nam Tử
- Ái Hà (愛河)：Cổ Sơn, Linh Nhã
- Tiền Trấn (前鎮河)：Tiền Trấn
- Cao Bình (高屏溪)：Lâm Viên thuộc Cao Hùng và Tân Viên thuộc Bình Đông
  - Kỳ Sơn (旗山溪)
    - Mỹ Nùng (美濃溪)

  - Lão Nùng (荖濃溪)
    - Ải Liêu (隘寮溪)
      - Xã Khẩu (社口溪)

    - Trạc Khẩu (濁口溪)
    - Bảo Lai (寶來溪)
    - Lạp Khố Âm (拉庫音溪)

## Bình Đông
- Cao Bình (高屏溪)：Lâm Viên thuộc Cao Hùng và Tân Viên thuộc Bình Đông
- Đông Cảng (東港溪)：Lâm Viên, Đông Cảng
- Lâm Biên (林邊溪)：Lâm Biên, Giai Đông
- Nội Liêu (內寮溪)：Phương Liêu
- Thập Lý (十里溪)：Phương Liêu
- Suất Mang (率芒溪) hay Sĩ Văn （士文溪）：Phương Liêu, Phương Sơn
- Nam Thế Hồ (南勢湖溪)：Phương Sơn
- Thất Lý (七里溪)：Phương Sơn
- Phương Sơn (枋山溪)：Phương Sơn
- Sư Tử Đầu (獅子頭溪)：Phương Sơn
- Phong Cảng (楓港溪)：Phương Sơn
- Đại Thạch Bàn (大石盤溪) hay Thạch Bàn （石盤溪）：Phương Sơn
- Trúc Khanh (竹坑溪)：Phương Sơn, Xa Thành
- Xã Giai Khanh (社皆坑溪)：Xa Thành
- Tứ Trọng (四重溪)：Xa Thành
- Bảo Lực (保力溪)：Xa Thành
- Thạch Ngưu (石牛溪)：Hằng Xuân
- Trung Ngưu (刣牛溪)：Hằng Xuân
- Cảng Khẩu (港口溪)：Mãn Châu
- Khê Tử Khẩu (溪仔口溪：Mãn Châu
- Lộc Liêu (鹿寮溪)：Mãn Châu
- Bì Nhật (埤日溪)：Mãn Châu
- Vạn Trượng Thâm Khanh (萬丈深坑溪)：Mãn Châu
- Vô Thủy (無水溪)：Mãn Châu
- Nam Nhân Uất (南仁鬱溪)：Mãn Châu
- Cửu Bằng (九棚溪)：Mãn Châu
- Vảng Tử (港子溪)：Mãn Châu
- Ddại Lưu (大流溪)：Mẫu Đơn
- Húc Hải (旭海溪)：Mẫu Đơn
- Càn khê (乾溪)：Mẫu Đơn
- Tháp Ngõa (塔瓦溪)：Mẫu Đơn thuộc Bình Đông và Đạt Nhân thuộc Đài Đông

## Đài Đông
- Tháp Ngõa (塔瓦溪)：Mẫu Đơn thuộc Bình Đông và Đạt Nhân thuộc Đài Đông
- Đạt Nhân (達仁溪)：Đạt Nhân
- An Sóc (安朔溪)：Đạt Nhân, Đại Vũ
- Nam Hưng (南興溪)：Đại Vũ
- Triều Dong (朝庸溪)：Đại Vũ
- Đại Vũ (大武溪)：Đại Vũ
- Ô Vạn (烏萬溪) hay Đại Ô（大鳥溪）：Đại Vũ
- Tân Lâm 津林溪) hay Gia Tân Lâm （加津林溪）：Đại Vũ
- Đại trúc (大竹溪)：Đại Vũ, Thái Ma Lí
- Lạp Bố Lạp (拉布拉溪)：Thái Ma Lí
- Kim Lôn (金崙溪)：Thái Ma Lí
- Thái Ma Lý (太麻里溪)：Thái Ma Lí
- Văn Lý (文里溪) hay Bắc Thái Ma Lí（北太麻里溪）：Thái Ma Lí
- Tri Bản (知本溪：Thái Ma Lý, TP Đài Đông
- Lợi Gia (利嘉溪)：TP Đài Đông
- Thái Bình (太平溪)：TP Đài Đông
- Ti Nam (卑南溪)：TP Đài Đông
  - Lộc Dã (鹿野溪)
  - Lộc Liêu (鹿寮溪)
  - Tân Vũ Lã (新武呂溪)
- Già khê (伽溪)：Ti Nam
- Đô Lan (都蘭溪)：Đông Hà
- Bát Lý (八里溪)：Đông Hà
- Mã Vũ Quật (馬武窟溪)：Đông Hà, Thành Công
- Bán Bình (半屏溪)：Thành Công
- Đô Lịch (都歷溪)：Thành Công
- Thành Công (成功溪) hay Tân Cảng （新港溪）：Thành Công
- Phú Gia (富家溪)：Thành Công
- Hải Lão (海老溪)：Thành Công
- Đô Uy (都威溪)：Thành Công
- Sa Loan (沙灣溪) hay Đại Tân （大濱溪）：Thành Công
- Giới Kiều (堺橋溪)：Thành Công, Trường Tân
- Sông Đảm Nguyệt Man (胆月曼溪)：Trường Tân
- Nam Thạch Ninh Phố (南石寧埔溪)：Trường Tân
- Ninh Phố (寧埔溪)：Trường Tân
- Cận Na Lộc Giác (僅那鹿角溪)：Trường Tân
- Bành Tử Tồn (彭仔存溪)：Trường Tân
- Trúc Hồ (竹湖溪) hay Thạch Môn （石門溪）：Trường Tân
- Trung Tân (中賓溪)：Trường Tân
- Nam Tảo Biệt (南掃別溪)：Trường Tân
- Tảo Biệt (掃別溪)：Trường Tân
- Đại Đức (大德溪)：Trường Tân
- Thạch Khanh (石坑溪)：Trường Tân
- Trường Tân (長濱溪)：Trường Tân
- Thành phố (城埔溪：Trường Tân
- Mã Hải (馬海溪) hay Chân Bính （真柄溪）：Trường Tân
- Sơn Gian 山間溪 hay Tam Gian （三間溪)/ Đột Tị(凸鼻溪）：Trường Tân
- Thủy Mẫu 水母溪 hay Thủy Mẫu Đinh （水母丁溪）：Trường Tân
- Đại Phong Phong (大峰峰溪)：Trường Tân

## Hoa Liên
- Tam Phú (三富溪)：Phong Tân
- Tú Cô Loan (秀姑巒溪- Lạc Lạc樂樂溪 - Mã Hoắc Lạp Tư馬霍拉斯溪
  - Tú Cô Loan (秀姑巒溪)
  - Phú Nguyên (富源溪)
  - Phong Bình (豐坪溪)
  - Nhạc Khố Nhạ Khố (樂庫樂庫溪) hay Lạp Khood Lạp Khố (拉庫拉庫溪)
    - Thanh Thủy (清水溪)
- Thạch Thê Cảng (石梯港溪)：Phong Tân
- Lạp Lạm (拉濫溪)：Phong Tân
- Khởi Lạp Lỗ (起拉嚕溪)：Phong Tân
- Phong Tân (豐濱溪)：Phong Tân
- Tân Trang (新莊溪)：Phong Tân
- Gia Lan (加蘭溪) ：Phong Tân
- Phiên Thự Liêu (蕃薯寮溪) hay Thự Liêu （薯寮溪）：Phong Tân, Thọ Phong
- Thủy Liên (水連溪)：Thọ Phong
- Hoa Liên (花蓮溪)- Vạn Lý (萬里溪)：Thọ Phong, Cát An
  - Hoa Liên (花蓮溪)
  - Mộc Qua (木瓜溪)
  - Thọ Phong (壽豐溪)
  - Vạn Lý (萬里溪
  - Mã Yên (馬鞍溪)
- Cát An (吉安溪)：Cát An, TP Hoa Đông
- Mĩ Lôn (美崙溪)：TP Hoa Đông
- Tạm Sạn (三棧溪)：Tân Thành
- Lập Vụ (立霧溪)：Tân Thành, Tú Lâm
  - Đại Sa (大沙溪)
- Thạch Công (石公溪)：Tú Lâm
- Đại Phú (大富溪)：Tú Lâm
- Sông Đại Thanh Thủy (大清水溪) hay Thanh Thủy（清水溪）：Tú Lâm
- Lương Lý (良里溪) hay Tạp Na Cương （卡那剛溪）：Tú Lâm
- Hòa Bình (和平溪)hay Đại Trạc Thủy （大濁水溪）：Tú Lâm thuộc Hoa Liên và Nam Áo thuộc Nghi Lan
  - Hòa Bình Bắc (和平北溪)